# Baby M
Baby M（ベイビー エム、4月27日 - ）は、長崎県出身の女性歌手。所属レコードレーベルはrhythm zone。愛称は「エムちゃん」。Baby Mの名前の由来は、Message, Mind, Music, Miracle, Mother earthなど、無数のMのキーワードが込められた子ども、という意味で本人が考えたもの。

## 人物
日本人(父)とイギリス人(母)のハーフ。14歳まで日本で育った後、フィリピンに2年、南アフリカに3年滞在。日本を含むいずれの国においても、音楽を通じてのチャリティ活動を行っている。
現在は南アフリカと日本の両国で過ごしながら、シンガーとして活動を始める。南アフリカでは白人系ながらも
黒人のラッパーやミュージシャンからも高い支持を得て数多くのライブ活動などを行ってきた。
彼女の音楽はクワイト（ラップにアフリカンビートや、ハウス、レゲエをミックスしたもの）と呼ばれる南アフリカ特有の新しい音楽ジャンルを取り入れたスタイルを基本とする。
話す言葉は日本語と英語。

## 略歴

### フィリピンでの活動
- スラムの子供たちのためのチャリティーライブを家族で主催
- 五年間、200人のスラムの子供たちへの支援
- ルバング島での病院設立への支援

```
1998年　フィリピン、モンテンルパ市のフィーディングセンターでのチャリティーライブ
1999年　フィリピン、ルバング島の大沢清病院でのチャリティライブ
1999年　フィリピン、マニラのシャングリラホテルでのチャリティライブ
2000年　フィリピン、モンテンルパ市のフィーディングセンターでのチャリティーライブ
2000年　
福岡県
の
天神
でチャリティライブ
2000年　滋賀県、みょうが村でチャリティライブ
2001年　長崎市、のライブハウスでチャリティライブ
2002年　フィリピン、マニラでチャリティライブ
2003年　フィリピン、ブルーロックリゾートでのチャリティライブ
```

### 南アフリカでの活動
- HIV感染者のためのチャリティーライブを家族で主催
- 根元神父、メモリアルホール（教会）設立への支援
- HIVセンターへの医療費、などへの寄付

```
2004年　南アフリカ、
ケープタウン
、アスロンホールでのチャリティライブ
2005年　南アフリカ、ミッチェルプレイン高校でのチャリティライブ
2005年　南アフリカ、ケープタウン演劇ホールでのチャリティライブ
2008年　南アフリカ、ヨハネスブルグ聖フランシスエイズセンターでのチャリティライブ
```

## 作品

### アルバム
| 枚                                      | 発売日        | タイトル |
| --------------------------------------- | ------------- | -------- |
| mini album（TSUTAYA／ワンダーグー限定） | 2010年3月3日  | Bhuti    |
| 1st full album                          | 2010年6月30日 | Baby M   |

### 参加作品
1. GTS 『Majestic』 （2009年9月2日） 「Last Chance feat. Baby M」
2. 童子-T『4 ever』 （2009年12月16日） 「Get Ready feat. Baby M, MANDOZA」
3. V.A. 『流派-R Beginnings+』（2010年3月10日） 「Goodbye To My Love feat. Baby M / MANDOZA」
4. KEN THE 390　『NEW ORDER』（2010年4月7日）　「THE DOOR feat. COMA-CHI, Baby M」
5. atrie. 『The Moment Of Sparkle』 (2010年6月16日) 「stand high feat. Baby M 」
6. AILI　『Future』  (2010年12月8日） 「海の見える街 / AILI thanx to Baby M」
7. V.A 『Urban pop Disney』  (2010年12月08日）『Circle of Life [The Lion King] /Baby M』
8. ★STAR GUiTAR 『Carbon Copy』  (2010年1月7日） 「Louder feat. Baby M & 大神:OHGA」